# Épisodes de Sur la piste des Cheyennes
 (mars 2025).
Si vous disposez d'ouvrages ou d'articles de référence ou si vous connaissez des sites web de qualité traitant du thème abordé ici, merci de compléter l'article en donnant les références utiles à sa vérifiabilité et en les liant à la section « Notes et références ».
Cet article présente le guide des épisodes de la série télévisée Sur la piste des Cheyennes.

## Distribution

### Acteurs principaux
- Kurt Russell : Morgan Beaudine / Deux Personnes
- Tim Matheson : Quentin Beaudine

## Épisodes

### Épisode 1:Sur la piste des Cheyennes
- États-Unis : 13 mai 1976 sur NBC
- France : 26 février 1977 sur Antenne 2

### Épisode 2:La prisonnière des Cheyennes
- États-Unis : 22 septembre 1976 sur NBC
- France : 22 janvier 2008 sur Equidia

### Épisode 3:Chasseurs de buffles
- États-Unis : 29 septembre 1976 sur NBC
- France : 13 novembre 1977 sur Antenne 2

### Épisode 4:Le capitaine Shanklin
- États-Unis : 13 octobre 1976 sur NBC
- France : 18 septembre 1977 sur Antenne 2

### Épisode 5:Day of Outrage
- États-Unis : 27 octobre 1976 sur NBC
- France : inédit

### Épisode 6:Ville ouverte
- États-Unis : 3 novembre 1976 sur NBC
- France : 25 septembre 1977 sur Antenne 2

### Épisode 7:Une femme de la prairie
- États-Unis : 10 novembre 1976 sur NBC
- France : 6 novembre 1977 sur Antenne 2

### Épisode 8:Les fils du ciel
- États-Unis : 24 novembre 1976 sur NBC
- France : 2 octobre 1977 sur Antenne 2

### Épisode 9:Terres brûlées, première partie
- États-Unis : 8 décembre 1976 sur NBC
- France : 23 octobre 1977 sur Antenne 2

### Épisode 10:Terres brûlées, deuxième partie
- États-Unis : 8 décembre 1976 sur NBC
- France : 30 octobre 1977 sur Antenne 2

### Épisode 11:Un tireur trop doué
- États-Unis : 22 décembre 1976 sur NBC
- France : 20 novembre 1977 sur Antenne 2

### Épisode 12:Expédition de secours
- États-Unis : 29 décembre 1976 sur NBC
- France : 4 décembre 1977 sur Antenne 2

### Épisode 13:Le dernier trappeur
- États-Unis : Non diffusé sur NBC
- France : 11 décembre 1977 sur Antenne 2

### Épisode 14:La guerre des clans
- États-Unis : Non diffusé sur NBC
- France : 9 octobre 1977 sur Antenne 2

### Épisode 15:Les séminoles noirs
- États-Unis : Non diffusé sur NBC
- France : 16 octobre 1977 sur Antenne 2

### Épisode 16:La taverne de Drucker
- États-Unis : Non diffusé sur NBC
- France : 27 novembre 1977 sur Antenne 2